# Raión de Medýn
El raión de Medýn (ruso: Меды́нский райо́н) es un distrito administrativo y municipal (raión) ruso perteneciente a la óblast de Kaluga. Se ubica en el norte de la óblast. Su capital es Medýn.
En 2021, el raión tenía una población de 12 493 habitantes.
El raión es limítrofe al norte con la óblast de Moscú.
Antes de la creación de la actual óblast de Kaluga en 1944, el raión de Medýn formaba parte de la óblast de Smolensk.

## Subdivisiones
Comprende la ciudad de Medýn (la capital), que forma un ayuntamiento urbano sin pedanías, y 132 localidades rurales. Estas últimas se agrupan en los siguientes once asentamientos rurales:
- Aldea Briújovo
- Aldea Varvárovka
- Aldea Glújovo
- Aldea Gúsevo
- Aldea Mijalchukovo
- Aldea Mijéyevo
- Aldea Románovo
- Pueblo Aduyevo
- Pueblo Kremenskoye
- Pueblo Nikítskoye
- Pueblo Peredel